# Milena Pędziwiatr
Milena Pędziwiatr (ur. 25 października 1989) – polska lekkoatletka specjalizująca się w biegach sprinterskich.

## Kariera
W 2009 reprezentowała Polskę podczas młodzieżowych mistrzostw Europy zdobywając na tej imprezie srebrny medal w biegu rozstawnym 4 x 100 metrów (biegła w eliminacjach).
Stawała na podium mistrzostw Polski seniorów w biegu sztafetowym (w 2009, 2010, 2011 oraz 2012). Medalistka młodzieżowych mistrzostw Polski i mistrzostw Polski juniorów (także w hali).